# Discografia de Wanessa Camargo
A discografia de Wanessa Camargo, uma cantora e compositora brasileira, consiste em 9 álbuns de estúdio, 2 álbuns ao vivo, 3 extended plays (EP), 38 singles  e dois DVDs. Em 2000 assinou contrato com a BMG e lançou seu primeiro álbum de estúdio, o homônimo Wanessa Camargo, apostando em um estilo musical focado no country pop e trazendo como singles "O Amor não Deixa", "Apaixonada por Você" e "Eu Posso Te Sentir". Em 2001, lança seu segundo álbum homônimo, Wanessa Camargo, liberando para as rádios as faixas "Eu Quero Ser o Seu Amor", "Tanta Saudade" e "Gostar de Mim". Em 2002 o terceiro disco homônimo, Wanessa Camargo marcou os sucessos "Um Dia... Meu Primeiro Amor" e "Sem Querer". Em 2004 lançara seu primeiro álbum ao vivo,  Transparente - Ao Vivo, embalado pelas faixas "Metade de Mim" e "Me Engana que Eu Gosto".
Em 2005 passa por uma reformulação com o lançamento do álbum W, aderindo à música dance-pop e compondo onze das quinze canções. Neste trabalho foram retirados seus singles de maior sucesso na carreira, "Amor, Amor" e "Não Resisto a Nós Dois", além dos promocionais "Relaxa" e Culpada".. Em 2007 passa a adotar o nome artístico apenas de Wanessa, deixando de lado seu sobrenome, e lança o disco Total, o qual vende 100 mil cópias, marcado pelo faixa "Me Abrace". Em 2009 lança sua primeira canção em inglês, "Fly", com o rapper Ja Rule, presente em seu sexto disco,  intitulado Meu Momento. Em 2010 decide se dedicar à música eletrônica, liberando o EP Você não Perde por Esperar e, em 2011 lança o álbum DNA, com canções totalmente em inglês. Em 2013 lança seu segundo álbum ao vivo, DNA Tour.
Em 2016, cinco anos após seu último álbum de estúdio, anuncia que seu próximo trabalho seria mais voltado ao sertanejo romântico. Em 19 de agosto lança seu oitavo álbum de estúdio para streaming, o intitulado 33.
Em 2020, após o lançamento do EP Fragmentos, Pt. I, Wanessa anuncia seu nono álbum, Universo Invertido, considerado por ela seu trabalho mais atual, para o dia 9 de outubro deste ano. 

## Álbuns

### Álbuns de estúdio
| Álbum              | Detalhes | Vendas      | Certificações |
| ------------------ | --- | ----------- | ------------- |
| Wanessa Camargo    | - Lançamento: 15 de novembro de 2000 - Formatos: CD, download digital - Gravadora: BMG                           | - : 205.000 | - PMB: Ouro   |
| Wanessa Camargo    | - Lançamento: 10 de novembro de 2001 - Formatos: CD, download digital - Gravadora: BMG                           | - : 300.000 | - PMB: Ouro   |
| Wanessa Camargo    | - Lançamento: 5 de dezembro de 2002 - Formatos: CD, download digital - Gravadora: BMG                            | - : 350.000 | - PMB: Ouro   |
| W                  | - Lançamento: 8 de agosto de 2005 - Formatos: CD, download digital - Gravadora: Sony                             | - : 125.000 |               |
| Total              | - Lançamento: 21 de agosto de 2007 - Formatos: CD, download digital - Gravadora: Sony                            | - : 100.000 |               |
| Meu Momento        | - Lançamento: 1 de junho de 2009 - Formatos: CD, download digital - Gravadora: Sony                              | - : 40.000  |               |
| DNA                | - Lançamento: 28 de julho de 2011 - Formatos: CD, download digital - Gravadora: Sony Music                       | - : 10.000  |               |
| 33                 | - Lançamento: 19 de agosto de 2016 - Formatos: CD, download digital, streaming - Gravadora: Work Show, Som Livre |             |               |
| Universo Invertido | - Lançamento: 9 de outubro de 2020 - Formatos: CD, download digital, streaming - Gravadora: Independente         |             |               |
| Livre              | - Lançamento: TBA 2023 - Formatos: Digital download, streaming - Gravadora: Independente                         |             |               |

### Álbuns ao vivo
| Álbum                | Detalhes                                                                                   | Vendas      | Certificações |
| -------------------- | ------------------------------------------------------------------------------------------ | ----------- | ------------- |
| Transparente Ao Vivo | - Lançamento: 12 de abril de 2004 - Formatos: CD, download digital - Gravadora: BMG        | - : 100.000 | - PMB: Ouro   |
| DNA Tour             | - Lançamento: 30 de abril de 2013 - Formatos: CD, download digital - Gravadora: Sony Music |             |               |

### Extended plays(EPs)
| Álbum                      | Detalhes                                                                                                 |
| -------------------------- | --- |
| Total (CD Zero)            | - Lançamento: 15 de agosto de 2007 - Formatos: EP, download digital - Gravadora: Sony BMG                |
| Você não Perde por Esperar | - Lançamento: 11 de setembro de 2010 - Formatos: Music Ticket (download digital) - Gravadora: Sony Music |
| Fragmentos, Pt. I          | - Lançamento: 15 de maio de 2020 - Formatos: Download digital, streaming - Gravadora: Independente       |

### Álbuns de vídeo
| Álbum                | Detalhes                                                                  |
| -------------------- | ------------------------------------------------------------------------- |
| Transparente Ao Vivo | - Lançamento: 12 de abril de 2004 - Formatos: DVD - Gravadora: BMG        |
| DNA Tour             | - Lançamento: 30 de abril de 2013 - Formatos: DVD - Gravadora: Sony Music |

## Singles

### Como artista principal
| 2000                                                      | "O Amor não Deixa"                      | [ nota 1 ] | Wanessa Camargo            |
| 2001                                                      | "Apaixonada por Você"                   | [ nota 1 ] | Wanessa Camargo            |
| 2001                                                      | "Eu Posso Te Sentir"                    | [ nota 1 ] | Wanessa Camargo            |
| 2001                                                      | "Eu Quero Ser o Seu Amor"               | [ nota 1 ] | Wanessa Camargo            |
| 2002                                                      | "Tanta Saudade"                         | [ nota 1 ] | Wanessa Camargo            |
| 2002                                                      | "Gostar de Mim"                         | [ nota 1 ] | Wanessa Camargo            |
| 2002                                                      | "Um Dia... Meu Primeiro Amor"           | [ nota 1 ] | Wanessa Camargo            |
| 2003                                                      | "Sem Querer"                            | [ nota 1 ] | Wanessa Camargo            |
| 2003                                                      | "Filme de Amor"                         | [ nota 1 ] | Wanessa Camargo            |
| 2003                                                      | "Paga Pra Ver                           | [ nota 1 ] | Wanessa Camargo            |
| 2004                                                      | "Me Engana Que Eu Gosto"                | [ nota 1 ] | Transparente - Ao Vivo     |
| 2004                                                      | "Metade de Mim"                         | [ nota 1 ] | Transparente - Ao Vivo     |
| 2005                                                      | "Amor, Amor"                            | [ nota 1 ] | W                          |
| 2006                                                      | "Não Resisto a Nós Dois"                | [ nota 1 ] | W                          |
| 2006                                                      | "Louca"                                 | [ nota 1 ] | W                          |
| 2007                                                      | "Não Tô Pronta Pra Perdoar"             | [ nota 1 ] | Total                      |
| 2008                                                      | "Me Abrace" (part. Camila)              | [ nota 1 ] | Total                      |
| 2009                                                      | "Fly" (part. Ja Rule)                   | [ nota 1 ] | Meu Momento                |
| 2009                                                      | "Não Me Leve a Mal"                     |            | Meu Momento                |
| 2010                                                      | "Worth It"                              | —          | Você Não Perde Por Esperar |
| 2011                                                      | "Stuck on Repeat"                       | —          | Você Não Perde Por Esperar |
| 2011                                                      | "Sticky Dough" (part. Bambam)           | —          | DNA                        |
| 2011                                                      | "DNA"                                   | —          | DNA                        |
| 2012                                                      | "Get Loud!"                             | —          | DNA                        |
| 2012                                                      | "Hair & Soul"                           | —          | DNA Tour                   |
| 2013                                                      | "Shine It On"                           | —          | DNA Tour                   |
| 2013                                                      | "Turn It Up" (part. Soulja Boy)         | —          | DNA Tour                   |
| 2016                                                      | "Coração Embriagado"                    | 19         | 33                         |
| 2016                                                      | "Vai que Vira Amor"                     | —          | 33                         |
| 2017                                                      | "Anestesia"                             | 31         | 33                         |
| 2018                                                      | "Mulher Gato"                           | —          | Adicionado à nenhum álbum  |
| 2018                                                      | "Loko!"                                 | —          | Adicionado à nenhum álbum  |
| 2019                                                      | "Vou Lembrar"                           | —          | Adicionado à nenhum álbum  |
| 2019                                                      | "Por Favor"                             | —          | Adicionado à nenhum álbum  |
| 2019                                                      | "Cuida de Mim"                          | —          | Adicionado à nenhum álbum  |
| 2019                                                      | "Desiste Não"                           | —          | Adicionado à nenhum álbum  |
| 2020                                                      | "Inquebrável" (part. María Leon)        | —          | Fragmentos, Pt. I          |
| 2020                                                      | "Sozinha"                               | —          | Universo Invertido         |
| 2021                                                      | "Daqui a 20 Anos" (com Zezé Di Camargo) | —          | Pai & Filha                |
| 2022                                                      | "Toda Tarde" (com Zezé Di Camargo)      | —          | Pai & Filha                |
| 2023                                                      | "Livre"                                 | —          | Livre                      |
| 2023                                                      | "Quem Sou Eu"                           | —          | Livre                      |
| 2023                                                      | "Fagmentos"                             | —          | Livre                      |
| 2023                                                      | "Fora Do Radar"                         | —          | Livre                      |
| 2023                                                      | "Parte de Mim"                          | –          | Livre                      |
| 2023                                                      | "Não Devo Nada"                         | –          | Livre                      |
| 2023                                                      | "Lua Cheia"                             | –          | Livre                      |
| 2023                                                      | "Velocidade" (part. Brasa)              | –          | Livre                      |
| "—" denota singles que não entraram nas paradas musicais. |                                         |            |                            |

### Como artista convidada
| Ano  | Título                                                   | Álbum                      |
| ---- | -------------------------------------------------------- | -------------------------- |
| 2010 | "Falling for U" (Mister Jam part. Wanessa)               | Você Não Perde Por Esperar |
| 2014 | "Beast" (Tommy Love part. Wanessa)                       | Tommy Love                 |
| 2014 | "Metronome" (Cymcolé part. Wanessa Camargo)              | Adicionado à nenhum álbum  |
| 2015 | "Wanna Be" (Mister Jam part. Wanessa)                    | Adicionado à nenhum álbum  |
| 2018 | "Bumbum no Ar" (Lia Clark part. Wanessa Camargo)         | Adicionado à nenhum álbum  |
| 2018 | "Tum Tum" (Francinne part. Wanessa Camargo)              | Adicionado à nenhum álbum  |
| 2019 | "I Can Only Imagine" (Analaga part. Wanessa Camargo)     | Adicionado à nenhum álbum  |
| 2019 | "Muñeca Plástica" (Brisa Carrillo part. Wanessa Camargo) | Adicionado à nenhum álbum  |
| 2022 | "Leve" (Sandy part. Wanessa Camargo)                     | Nós, Voz, Eles 2           |
| 2024 | "Bocadinho" (Paula Mattos part. Wanessa Camargo)         | Elementos                  |

### Singlespromocionais
| Ano  | Título                                    | Álbum                         |
| ---- | ----------------------------------------- | ----------------------------- |
| 2006 | "Festa na Floresta" (Remix) (part. C4bal) | Não adicionado à nenhum álbum |
| 2006 | "Relaxa"                                  | W                             |
| 2007 | "Culpada"                                 | W                             |
| 2008 | "Me Pega de Jeito"                        | Total                         |
| 2008 | "Independente"                            | Total                         |
| 2016 | "Perseguição"                             | 33                            |
| 2020 | "Nem Ela, Nem Eu"                         | Universo Inverido             |
| 2020 | "Incapaz"                                 | Universo Inverido             |
| 2020 | "Lábios de Navalha"                       | Universo Inverido             |

## Outras aparições
| Ano  | Título                          | Outro(s) artista(s)          | Álbum                           |
| ---- | ------------------------------- | ---------------------------- | ------------------------------- |
| 2002 | "Tudo Que Você Sonhar"          | —                            | Xuxa e os Duendes               |
| 2003 | "Eu Não Sabia Que Você Existia" | Leandro Scornavacca          | Jovens Tardes                   |
| 2003 | "You're My Everything"          | Leandro Scornavacca          | Jovens Tardes                   |
| 2003 | "Estúpido Cupido"               | —                            | Jovens Tardes                   |
| 2003 | "O Amor Será A Nossa Viagem"    | Pedro & Thiago               | Pedro & Thiago                  |
| 2005 | "Nada Me Importa No Mundo"      | —                            | O Casamento de Romeu e Julieta  |
| 2005 | "O Lavrador"                    | Nando Reis                   | 2 Filhos de Francisco           |
| 2005 | "Amor de Praia"                 | Felipe Dylon                 | Caldeirão do Huck               |
| 2006 | "Patty Pop"                     | —                            | Sítio do Picapau Amarelo        |
| 2007 | "Eu Nasci Pra Amar Você"        | Zezé Di Camargo & Luciano    | Raridades                       |
| 2008 | "Para Hacer El Amor"            | Jaime Camil                  | Jaime Camil - Vol.3             |
| 2008 | "O Sonho Não Termina"           | —                            | High School Musical - A Seleção |
| 2008 | "Tocando em Frente"             | Agnaldo Rayol                | Agnaldo Rayol - Ao Vivo         |
| 2009 | "Conselho De Amiga"             | Renata Ferreira              | High School Musical: O Desafio  |
| 2009 | "Atuar, Dançar, Cantar"         | Elenco de HSM: O Desafio     | High School Musical: O Desafio  |
| 2009 | "Gosto Tanto"                   | —                            | High School Musical: O Desafio  |
| 2009 | "Tuesday"                       | Carlo Dall'Anese             | Sweetmad                        |
| 2012 | "Party in this Club"            | Volk                         | Volk                            |
| 2013 | "Me Pega de Jeito"              | Claudia Leitte e Naldo Benny | Axemusic - Ao Vivo              |
| 2016 | "The Prayer"                    | Zezé Di Camargo & Luciano    | Dois Tempos                     |
| 2018 | "Um Outro Alguém"               | Di Paullo & Paulino          | Nós e Elas                      |

## Videoclipes
| Ano  | Título                        | Diretor                         |
| ---- | ----------------------------- | ------------------------------- |
| 2000 | "O Amor Não Deixa"            | João Elias Junior               |
| 2001 | "Apaixonada Por Você"         | João Elias Junior               |
| 2001 | "Eu Posso Te Sentir"          | João Elias Junior               |
| 2001 | "Eu Quero Ser o Seu Amor"     | Mara Liz                        |
| 2002 | "Gostar de Mim"               | Hugo Prata                      |
| 2002 | "Um Dia... Meu Primeiro Amor" | Karina Ades                     |
| 2003 | "Sem Querer"                  | Mauro Lima                      |
| 2003 | "Filme de Amor"               | Marlene Matos                   |
| 2004 | "Metade de Mim"               | Pietro Sargentelli              |
| 2005 | "Amor, Amor"                  | Victor Botta                    |
| 2006 | "Não Resisto a Nós Dois"      | Bruno Murtinho                  |
| 2007 | "Não Tô Pronta Pra Perdoar"   | Erich Baptista                  |
| 2008 | "Me Abrace"                   | Mario Domm                      |
| 2009 | "Fly"                         | Gustavo Bonafé e Johnny Araújo  |
| 2009 | "Não Me Leve a Mal"           | Gustavo Bonafé                  |
| 2010 | "Worth It"                    | Henrique Gendre                 |
| 2011 | "Sticky Dough"                | Vera Egito                      |
| 2012 | "Hair & Soul"                 | Gandja Monteiro                 |
| 2013 | "Turn It Up"                  | Andie Fonseca                   |
| 2016 | "Coração Embriagado"          | Workshow                        |
| 2016 | "Vai Que Vira Amor"           | Workshow                        |
| 2017 | "Anestesia"                   | Thiago Calvino                  |
| 2018 | "Mulher Gato"                 | João Monteiro e Fernando Moraes |
| 2018 | "Bumbum no Ar"                | Felipe Sassi                    |
| 2018 | "Tum Tum"                     | Moroni Cruz                     |
| 2018 | "Loko!"                       | Felipe Sassi                    |
| 2019 | "Vou Lembrar"                 | Vitor Hugo Santana              |
| 2019 | "Por Favor"                   | Vitor Hugo Santana              |
| 2019 | "Cuida de Mim"                | Vitor Hugo Santana              |
| 2019 | "Desiste Não"                 | Vitor Hugo Santana              |
| 2020 | "Inquebrável"                 | Wanessa Camargo                 |
| 2020 | "Incapaz"                     | Wanessa Camargo                 |
| 2020 | "Nem Ela, Nem Eu"             | Wanessa Camargo                 |
| 2020 | "Lábios de Navalha"           | Wanessa Camargo                 |
| 2020 | "Sozinha"                     | Vitor Hugo Santana              |
| 2023 | "Livre"                       | Moroni Cruz e Steven Cruz       |
| 2023 | "Quem Sou Eu"                 | Moroni Cruz e Steven Cruz       |
| 2023 | "Fagmentos"                   | Moroni Cruz e Steven Cruz       |
| 2023 | "Fora Do Radar"               | Moroni Cruz e Steven Cruz       |
| 2023 | "Parte de Mim"                | Moroni Cruz e Steven Cruz       |
| 2023 | "Não Devo Nada"               | Moroni Cruz e Steven Cruz       |
| 2023 | "Lua Cheia"                   | Moroni Cruz e Steven Cruz       |
| 2023 | "Velocidade"                  | Moroni Cruz e Steven Cruz       |